# リバイバル (キリスト教)
キリスト教用語としてのリバイバル（英: revival）は、敬虔な信仰者の急速な増加を伴う信仰運動を指す。

## 概要
国民のほとんどがキリスト教徒と言われてはいるが、全員が信仰を持っているとはいえなかった18世紀のアメリカにおいて、信仰的熱心さと教会成長を伴う信仰運動が勃発・拡散した歴史的事象は、「信仰復興」の意でリバイバルと呼ばれてきた。ウェスレー、ホイットフィールド、ジョナサン・エドワーズらリバイバリストの指導によるリバイバルは特に大覚醒と呼ばれている。
従って、日本を含むアジア・アフリカのような元来キリスト教圏ではない新規伝道地でのキリスト教の躍進を「リバイバル」と呼ぶべきかどうかは教派により意見が分かれるが、イギリスとアメリカにおけるリバイバリズムを継承する教派（=福音派）においては、それを躊躇なく「リバイバル」として目標に掲げ、祈り求める。その視点では、日本において明治期および終戦後に大都市を中心にキリスト教徒の数が増加した現象をリバイバルと位置づけ、プロテスタントに教派を超えた一致があったとする。日本のリバイバルとしては戦前のホーリネス・リバイバル（1919年と1930年から1933年の2回）が有名である。
リバイバルへの非難と反対運動は常に見られた。その例として、ウェスレーやホイットフィールドは、当時の教義学を重視する教会から熱狂主義者と非難された。ジョナサン・エドワーズは、聖餐に改心体験の告白を必須としたことから反発を受け、牧師の職務を解任された。現在もエキュメニカル派（典礼的志向の強いプロテスタントやローマ・カトリック）はリバイバルを否定的に見る傾向が強い。プロテスタント教会のなかでは、急激に増える信者を背景としたリバイバルの事実に対し、牧師の按手の条件とされる神学修得の軽視（一般信徒による説教を含む）や、必ずしも伝統的な教義に回帰しないことを理由に、リバイバルを半世紀に満たない運動（Movement）として理解している面がある。また、ローマ・カトリックにおいても聖霊によるカリスマ運動は存在するが、プロテスタントのリバイバルとの交流はみられない。ローマ・カトリックによる批判は、使徒の権威継承と聖餐の座を中核とする教会論の違いによるところが大部分を占めており、リバイバルに特有の熱狂的な振る舞いそのものはあまり問題視しない。いずれにせよ、リバイバルにおける教会形成のプロセスが問題視されており、信仰の正統性を問題とするような事態はあまり生じないと言える。ジョナサン・エドワーズの牧師解任の例でも、リバイバルを引き起こした当初の問題ではなく、むしろ教会形成の規律緩和の行き過ぎに対する彼なりの信念によるものである。これがキリストの神性を侵すような異端との大きな違いである。
八巻正治は自著『聖書とハンディキャップ』の中で「私はこれまで何度も韓国の教会を訪問してきましたが、その度ごとにパワー溢れる韓国教会の様子を実際に体験してきました。わたしたちがそうした事実を知り、そしてそれを自分の中に強烈にイメージするとき、一人ひとりのクリスチャンが変えられ、この日本においてもやがては韓国と同じリバイバルが必ず燃え上がるのです。そのことを信じるべきです。」と主張している。（『同署』pp.147-148）
イギリスやアメリカの信仰復興運動の波は大覚醒の後も定期的に発生し、欧州にも波及し、アメリカを基点として世界にプロテスタントの宣教師を派遣する原動力となった。リバイバルの概念をキリスト教圏以外に適用する事に慎重な学者も、明治期に来日した宣教師らがリバイバリズムに後押しされていた事、リバイバリズムはカトリックやプロテスタント内部教派同士での論争に熱心で、キリスト教圏外の世界宣教にあまり関心を払ってこなかったそれ以前のプロテスタンティズムとは一線を画しており、世界的なプロテスタントの拡大に功績がある事を認めている。最近では、より伝統的なカトリックや国教会にも、リバイバル派のワーシップ・ソングを礼拝に取り入れる傾向が増えており、礼拝形式上の違いは曖昧になってきている。これはリバイバルの恩恵を教会に取り込もうとする動きとも考えられる。
また、リバイバルを強調する諸派は、キリスト教の伝道が成功した結果としてキリスト教精神が浸透し、悪化していた政治・経済、さらには自然環境までもが改善され、好循環方向に変質する事例を「トランスフォーメーション」と呼び、それが成し遂げられた国家の例が既に実在し、そこでも教派を超えた働きがみられた、とする。ただし伝統的な教派にも、政治・経済の分野に止まらず、地球環境の保護を信徒の義務とする考え方が浸透しつつあり、キリスト教会のエキュメニカルな働きのひとつとなっている。

## 関連書籍
- 『リバイバル』D・M・ロイドジョンズ著　いのちのことば社　ISBN 426402305X
- 『栄えに満ちた喜び』D・M・ロイドジョンズ著　地引網出版
- 『リバイバルの源流を辿る』尾形守著　マルコーシュ・パブリケーション社　ISBN 4872072049
- 『カミング・リバイバル』ビル・ブライト著　パトモス社
- 『ヒーリング・ザ・ランド（トランスフォーメーション）』デイビッド・ニュービー著　小牧社出版 ISBN 4915861899
- 「トランスフォーメーション」を正しく理解するために